# 豪尔赫·奥夫雷贡
豪尔赫·莱昂纳多·奥夫雷贡·罗哈斯（西班牙語：Jorge Leonardo Obregón Rojas，1997年3月29日—），是一名哥伦比亚职业足球员，司职前锋，现效力于马来西亚超级足球联赛球隊队柔佛DT。